# 田村奈央
田村奈央（日语：／ Tamura Nao，1988年10月10日—）是日本的女性聲優，東京俳優生活協同組合所屬。埼玉縣出身。身高153cm，血型為B型。

## 人物、經歷
Human Academy澀谷校受講修畢後、2013年2月開始加入EARLY WING；2016年4月離開原事務所，加入東京俳優生活協同組合。有劍道初段的資格。興趣是咖啡店巡禮與散步。
2020年12月30日在Twitter宣佈結婚。

## 演出作品
※粗體字表示說明飾演的主要角色。

### 電視動畫
2012年
- 來自新世界

2013年
- Aiura（上原步子）
- 記錄的地平線（實莉[5]、米莎）
- Little Busters! 〜Refrain〜（小孩）

2014年
- 宇宙浪子（小孩）
- Nandaka Velonica（萌[6]）
- FAIRY TAIL（柯絲莫斯[7]）
- 記錄的地平線 第二期（實莉）
- 境界觸發者（雨取千佳）

2015年
- 浦和的小調（三室美園）

2016年
- HEYBOT!（日语：ヘボット!）（ネジル）
- 數碼暴龍宇宙-應用怪獸（音樂獸）
- 名侦探柯南（广播 #838）

2017年
- 18if（杉崎佳世[8]）
- 便利商店情人（真四季美春〈幼稚園〉）
- 魔法使的新娘（龍的小孩）

2018年
- 拥抱！光之美少女（爱崎惠美瑠／摯愛天使）
- 龍族拼圖（小孩）
- 新哆啦A夢（公園沙坑、守備少年）
- 多田君不戀愛（家庭）
- 鬼太郎（第6作）（皮古／降雨小僧）

2019年
- 新哆啦A夢（雄子、女孩子）
- 鬼太郎第6期（冒牌鬼太郎）
- 爆釣BARHUNTER（息子原人[9]）
- 魔法水果籃（女學生）
- 蠟筆小新（黑輪小麥）
- 我們真的學不來！第2期（母親）

2020年
- 鬼太郎（第6作）（G鬼太郎）
- 排球少年！！TO THE TOP（男孩子）
- 球詠（大島留留、田西）
- 新哆啦A夢（右腳迷你頭）

2021年
- 龍族拼圖（霍諾林國王）
- 新哆啦A夢（早乙女聖子）
- 記錄的地平線 圓桌崩壞（實莉）
- 境界觸發者 2nd season（雨取千佳）
- スケートリーディング☆スターズ（観客）
- EDENS ZERO 伊甸星原（克萊莉絲）
- BLUE REFLECTION RAY/澪（少女）
- 急戰5秒殊死鬥（黑岩〈少年時期〉）
- 境界觸發者 3rd season（雨取千佳）

2022年
- 龍族拼圖（小水）
- 新哆啦A夢（阿忠）
- 蠟筆小新（小學生）
- 武藏野！（三室美園[10]）

2023年
- 泡泡糖忍戰（勞爾）
- 偶像大師 百萬人演唱會！（木下日向[11]）

2024年
- 龍族拼圖（真夏なるもの・ヨグ＝ソトース）
- 百千家的妖怪王子（白蘿蔔）
- 月光下的異世界之旅 第二幕（葉月千婭[12]）
- 四處貼上吧！小狗（保育士、學生、薩拉犬、正毛先生、小利、狗B、記者）

2025年
- Silent Witch 沉默魔女的祕密（阿蘭）

### 劇場版動畫
2018年
- HUG！光之美少女♡光之美少女 All Stars Memories（愛崎惠美瑠／摯愛天使）

2019年
- 光之美少女 Miracle Universe（愛崎惠美瑠／摯愛天使[13]）

2020年
- 光之美少女 Miracle Leap 與大家不可思議的一天（愛崎惠美瑠／摯愛天使[14]）

2021年
- 龍與雀斑公主

### 網路動畫
2025年
- BULLET/BULLET（ランチ[15]）

### 遊戲
2011年
- 魔界戰記4（天蛾人）

2012年
- 女友伴身邊（高崎瑠依[16]）

2013年
- 偶像大師 百萬人演唱會！（木下日向[17]）
- 魔力家族 Collezione（斯帕爾塔可）

2014年
- 我家公主最可愛（皮卡利·戈爾戈特）
- 鎖鏈戰記（實莉）
- 限界凸記萌情編年史（瑪坦戈、奇美拉）

2017年
- 偶像大師 百萬人演唱會！劇場時光（木下日向）
- 聖火降魔錄 回音 另一名英雄王（蒂塔）

2018年
- 擁抱！光之美少女（愛崎惠美瑠）

2021年
- 聖火降魔錄 英雄雲集（蒂塔）

### Radio
- Aiurajio（NICONICO直播、音泉：2013年4月2日－）
- 新田惠海與田村奈央的秋葉原情報滿載！Akibapedia情報局（Radio Camera VISION：2013年10月9日－2014年3月26日）
- 『記錄的地平線』Radio 〜幻境神話通信〜（法米通.com：2014年4月12日－）

### CD

#### 廣播劇CD
- 記錄的地平線（實莉）※第七卷附廣播劇CD特裝版

### 其他
- Windows 8應援角色（窗邊愛（日语：窓辺ゆう&窓辺あい））

## 外部連結
- （日語）事務所公開簡歷
- （日語）公式Blog「Smile行進曲」 （页面存档备份，存于）
- （日語）田村奈央的X（前Twitter）